# Indicateur Opérations terminées
Pour les articles homonymes, voir IOT.
L'indicateur opérations terminées ou IOT est un dispositif utilisé sur le réseau ferroviaire belge pour informer le conducteur d'un train de voyageurs que les opérations à quai sont terminées.
On en trouve sur la plupart des quais qui sont suivis d'un signal couvrant une zone d'aiguillages (par conséquent quasi toutes les grandes gares) ainsi qu'à Luxembourg. Dans une même gare, certains quais peuvent être équipés tandis que d'autres pas, et un même quai peut n'être équipé que pour un seul sens de circulation.
Dans les gares de Bruxelles-Midi, Bruxelles-Nord, Charleroi-Central, Gand-Saint-Pierre et Schaerbeek (voyageurs), il s'applique même aux trains de voyageurs vides allant se garer.
Certains le surnomment poétiquement marguerite.

## Description

Indicateur opérations terminées.

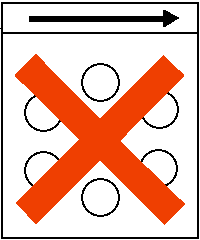
Pictogramme spécial pour avertir le personnel roulant que le quai de gare n'est pas équipé de dispositif IOT, dans un des deux sens.

Il s'agit d'un boîtier carré comportant six lampes blanches en couronne, et une lampe rouge au centre; dans les boîtiers modernes, les lampes sont remplacées par des LED. Il s'en trouve placés plusieurs le long du quai, de manière que le conducteur puisse en observer quelle que soit la longueur de son train. Il est activé à l'aide de commutateurs répartis le long du quai.
Ce système ne demande pas d'équipement spécifique à bord des trains.
Sur les quais non équipés d'une gare équipée, ou dans la direction non équipée sur un quai équipé, des pictogrammes représentant un IOT barré peuvent être placés.

## Fonctionnement

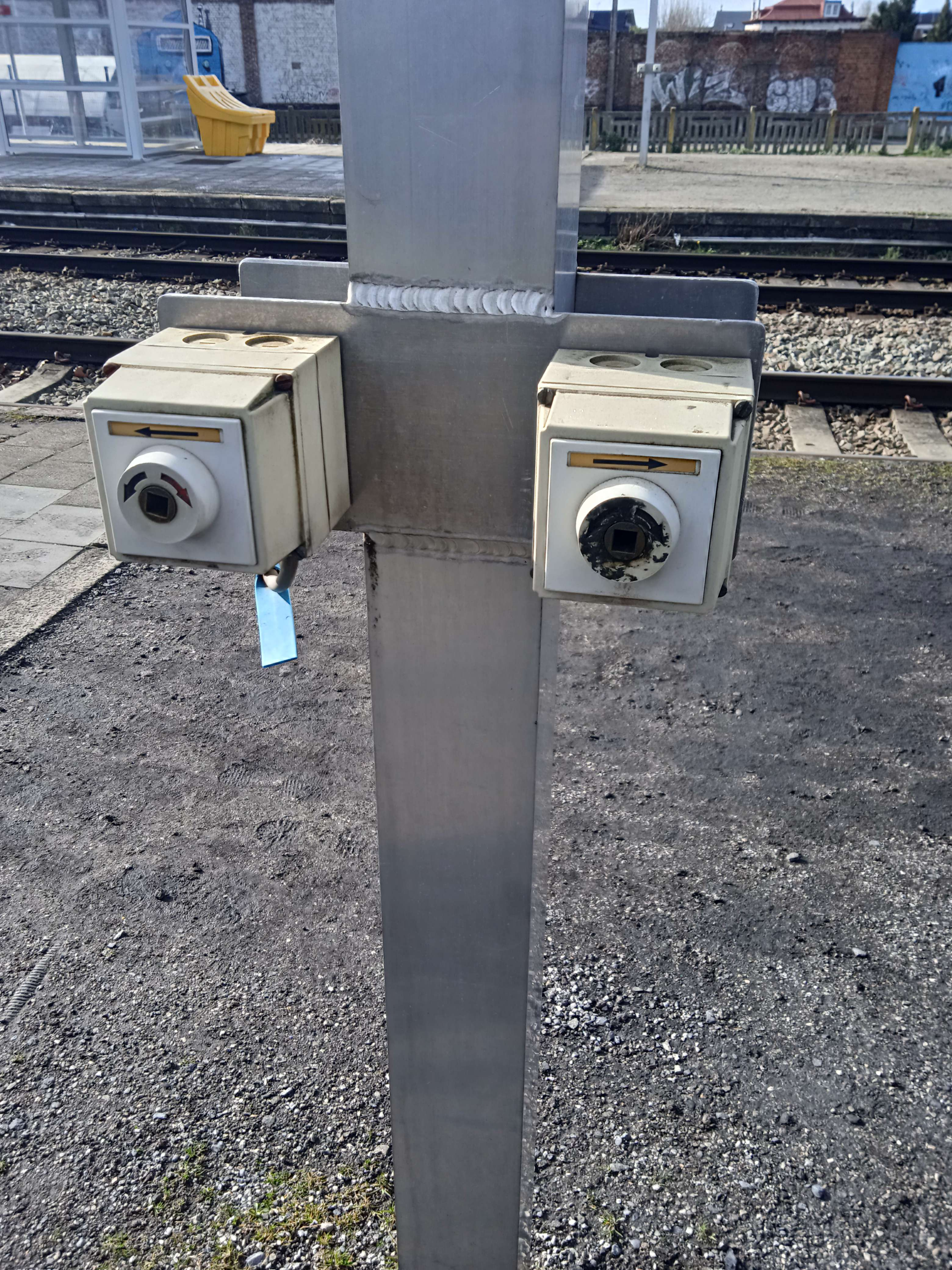
Boîtiers de commande IOT de la gare de La Louvière-Centre, actuellement hors service

Lorsque l'accompagnateur a réalisé (et vérifié) la fermeture des portes du train, il manœuvre un des commutateurs répartis le long du quai, ce qui provoque l'allumage du feu rouge de l'IOT. L'accompagnateur dispose à ce moment-là d'une dizaine de secondes pour remonter sur le train, après quoi la couronne blanche remplace le feu rouge.
Si le quai n'est pas équipé d'IOT dans le sens du mouvement du train, c'est au moyen d'un coup de sifflet accompagné d'un mouvement du bras (à répéter par le conducteur pour confirmer au chef de bord que le message a bien été reçu) ou encore par le biais d'un dispositif propre au matériel (clignotement de la "lampe porte", dispositif "ding dong")  que l'accompagnateur signale la fin des opérations à quai et donne l'ordre de départ.
La lumière rouge ne peut laisser sa place aux 6 lumières blanches qu'à condition que le signal auquel l'IOT est rattaché présente un aspect ouvert. Si par contre le signal est fermé, l'indicateur attend qu'il s'ouvre.